# Dusk and Summer
Dusk and Summer é o quarto álbum de estúdio do Dashboard Confessional, lançado em 27 de Junho de 2006 pela Vagrant Records.
Foi originalmente produzido por Daniel Lanois (U2, Bob Dylan), mas foi revisado e terminado com Don Gilmore (Linkin Park, Pearl Jam, e "Vindicated" do Dashboard Confessional) como produtor.
Algumas das músicas desse álbum tem sido comparadas com a antiga banda de Chris, Further Seems Forever.
Todas as músicas foram escritas e interpretadas por Chris Carrabba
Em 29 de Junho de 2006 o álbum alcançou o número um no iTunes Music Store Americano. E retornou ao Top 10 em 8 de Maio de 2007.
Chegou ao #2 na Billboard 200 como a melhor venda da semana, onde mais de 134.000 cópias foram vendidas. Na sua segunda semana caiu para #9, com cerca de 50.000 unidades vendidas.O álbum já vendeu mais de 540.407 cópias.
No CD há duas hidden tracks antes da primeira música do álbum. Elas podem ser encontradas voltando a partir da primeira faixa. Alguns CD player irão toca-las automaticamente se estes tiverem auto play. As faixas incluem as músicas "Write It Out" e "Vindicated", lançado na Trilha sonora do Spider-Man 2.
A deluxe edition foi lançada em 22 de Maio de 2007 nos Estados Unidos com uma nova versão da música "Stolen" (reduzida para 3:19), e inserido "Vindicated" como faixa 4, e adicionando faixas como "Ghost of a Good Thing [Ao vivo em The Henry Rollins Show]" e "The Best Deceptions [Ao vivo em The Henry Rollins Show]".
| Críticas profissionais                                                      | Críticas profissionais |
| Avaliações da crítica                                                       | Avaliações da crítica  |
| Fonte                                                                       | Avaliação              |
| --------------------------------------------------------------------------- | ---------------------- |
| AbsolutePunk.net                                                            | (62%)                  |
| allmusic                                                                    | [ 2 ]                  |
| Entertainment Weekly                                                        | (B)                    |
| Okayplayer                                                                  | [ 4 ]                  |
| Rolling Stone                                                               | [ 5 ]                  |
| Esta tabela precisa de ser acompanhada por texto em prosa. Consulte o guia. |                        |

## Faixas
1. "Write It Out" – 4:51 (pregap hidden track)
2. "Vindicated" – 3:20 (pregap hidden track)
3. "Don't Wait" – 4:05
4. "Reason to Believe" – 3:43
5. "The Secret's in the Telling" – 3:24
6. "Stolen" (Sem-Juli) – 3:53
7. "Rooftops and Invitations" – 3:54
8. "So Long, So Long" (feat. Adam Duritz de Counting Crows) – 4:15
9. "Currents" – 4:27
10. "Slow Decay" – 4:08
11. "Dusk and Summer" – 4:38
12. "Heaven Here" – 4:08

Deluxe Edition
1. "Don't Wait" – 4:05
2. "Reason to Believe" – 3:43
3. "The Secret's in the Telling" – 3:24
4. "Vindicated" – 3:20
5. "Stolen" (Edição dos Rádios) – 3:19
6. "Rooftops and Invitations" – 3:54
7. "So Long, So Long" (feat. Adam Duritz of Counting Crows) – 4:15
8. "Currents" – 4:27
9. "Slow Decay" – 4:08
10. "Dusk and Summer" – 4:38
11. "Heaven Here" – 4:08
12. "Ghost of a Good Thing" (Ao vivo em the Henry Rollins Show) - 4:11
13. "The Best Deceptions" (Ao vivo em Henry Rollins Show) - 5:31